# 大泉源酒业宝泉涌酒坊
大泉源酒业宝泉涌酒坊，位于中国吉林省通化县大泉源乡大泉源村，为一个全国重点文物保护单位，类型为近现代重要史迹及代表性建筑，公布时间为2013年5月3日。该文物保护单位由通化县文物文化市场管理所管理。
大泉源酒业宝泉涌酒坊的历史年代为清代。